# Stemrecht in België
Het stemrecht in België komt toe aan alle meerderjarige Belgen. EU-burgers kunnen stemmen in Europese en gemeentelijke verkiezingen. Andere buitenlanders hebben lokaal stemrecht wanneer ze langer dan vijf jaar in het land wonen. Voor Belgen in België geldt een opkomstplicht. Alleen in het Vlaams Gewest is er met ingang van de verkiezingen op 13 oktober 2024 geen opkomstplicht meer voor de gemeente- en provincieraadsverkiezingen. In Brussel en Wallonië dus nog wel.  

## Overzicht
Kiezers zijn Belgische burgers vanaf 18 jaar die in België wonen. Zij worden automatisch op de kiezerslijsten geplaatst en vallen onder de opkomstplicht.
EU-burgers vanaf 18 jaar die in België wonen kunnen zich inschrijven om te stemmen voor Europese en gemeenteraadsverkiezingen, een recht vastgelegd in Europese verdragen. Niet-EU-burgers kunnen zich enkel inschrijven om te stemmen bij gemeenteraadsverkiezingen, indien ze minstens vijf jaar in België wonen. Dit laatste migrantenstemrecht werd in 2004 ingevoerd na hevig politiek debat.
Belgische burgers die in het buitenland wonen kunnen zich registreren in een diplomatieke of consulaire post in hun land van verblijf, om bij Europese en federale verkiezingen te stemmen. Voor al deze groepen is inschrijven niet verplicht, maar eens geregistreerd vallen ze in theorie wel onder de opkomstplicht.
| Verkiezingen voor                  | Belgen in België                                                          | Buitenlanders in België                                                 | Buitenlanders in België                                                                        | Belgen in het buitenland                               | Belgen in het buitenland                               |
| Verkiezingen voor                  | Belgen in België                                                          | EU-burgers                                                              | Niet-EU-burgers                                                                                | In een EU-land                                         | In een niet-EU-land                                    |
| ---------------------------------- | ------------------------------------------------------------------------- | ----------------------------------------------------------------------- | ---------------------------------------------------------------------------------------------- | ------------------------------------------------------ | ------------------------------------------------------ |
| Kiezerskorps                       | 7.975.658 kiezers (per 1 augustus 2018)                                   | 130.559 ingeschreven 17,5% van 748.267 potentieel (per 1 augustus 2018) | 29.557 ingeschreven 15,2% van 194.593 potentieel (per 1 augustus 2018)                         | 128.902 ingeschreven (per 1 maart 2014)                | 128.902 ingeschreven (per 1 maart 2014)                |
| Europees Parlement                 | Opkomstplicht vanaf 16 jaar (sinds 2024)                                  | Kunnen zich registreren                                                 | Niet toegelaten                                                                                | Kunnen zich registreren                                | Kunnen zich registreren (bij wet van 17 november 2016) |
| Kamer van volksvertegenwoordigers  | Opkomstplicht vanaf 18 jaar                                               | Niet toegelaten                                                         | Niet toegelaten                                                                                | Kunnen zich registreren (bij wet van 18 december 1998) | Kunnen zich registreren (bij wet van 18 december 1998) |
| Gemeenschaps- en gewestparlementen | Opkomstplicht vanaf 18 jaar                                               | Niet toegelaten                                                         | Niet toegelaten                                                                                | Niet toegelaten                                        | Niet toegelaten                                        |
| Provincieraden                     | Opkomstplicht in Wallonië & Brussel; Stemrecht in Vlaanderen (sinds 2021) | Niet toegelaten                                                         | Niet toegelaten                                                                                | Niet toegelaten                                        | Niet toegelaten                                        |
| Gemeenteraden                      | Opkomstplicht in Wallonië & Brussel; Stemrecht in Vlaanderen (sinds 2021) | Kunnen zich registreren (bij wet van 27 januari 1999)                   | Kunnen zich registreren indien minstens vijf jaar in België wonend (bij wet van 19 maart 2004) | Niet toegelaten                                        | Niet toegelaten                                        |

## Geschiedenis

### 1830-1893: cijnskiesrecht voor mannelijke Belgische burgers
Vanaf het ontstaan van de Belgische staat in 1830 gold het cijnskiesrecht. Het kiessysteem werd geregeld in de Grondwet van 7 februari 1831 en de kieswet van 3 maart 1831. Enkel burgers die een bepaalde hoeveelheid cijns (belasting) betaalden hadden stemrecht waardoor er bij de nationale verkiezingen van 1831 slechts 46.000 Belgen stemgerechtigd waren voor de Kamer. Voor de 51 nationale mandaten van senator waren er zelfs maar 400 personen verkiesbaar.
| Niveau        | Actief kiesrecht (kiezer)                                                 | Passief kiesrecht (verkiesbaarheid) |
| ------------- | ------------------------------------------------------------------------- | ----------------------------------- |
| Senaat        | Belg (bij geboorte of grote naturalisatie), 25 jaar, cijnsvoorwaarde      | Belg, 40 jaar, hoge cijnsvoorwaarde |
| Kamer         | Belg (bij geboorte of grote naturalisatie), 25 jaar, cijnsvoorwaarde      | Belg, 25 jaar                       |
| Provincieraad | Belg (gewone naturalisatie volstond), 25 jaar, cijnsvoorwaarde            | Belg, 25 jaar                       |
| Gemeenteraad  | Belg (gewone naturalisatie volstond), meerderjarig (21j), cijnsvoorwaarde | Belg, 25 jaar                       |

De cijns differentieerde naargelang woonplaats (deze was hoger in de stad dan op het platteland). Als kiezer moest men in de desbetreffende gemeente, provincie of kieskring wonen, maar om verkozen te worden was er geen woonplaatsvereiste. Men kon zelfs lid zijn van twee verschillende gemeenteraden.
De wet van 1 april 1843 was een eerste wet tegen het verkiezingsbedrog en verduidelijkte dat de gemeentelijke en provinciale opcentiemen niet meetelden voor de cijns. Sommige belastingwetten hadden als gevolg dat bepaalde beroepen of groepen burgers meer of minder belast werden en dus meer of minder kiesrecht kregen.
In het begin bestond het Belgische politieke landschap enkel uit katholieken en liberalen, zonder echte uitgebouwde partijstructuur. Pas later werden de Liberale Partij (1846) en de Katholieke Partij (1869) gesticht.
In het revolutiejaar 1848 voerde de liberale regering-Rogier I twee wetten door:
- Een wet van 12 maart 1848 verlaagde de cijns en maakt de cijnsvoorwaarden eenvormig voor het hele land. De kieswet van 1831 differentieerde immers in kiescijns op basis van de woonplaats: steden (waar liberalen sterker stonden) moesten een hogere cijns betalen dan het platteland (waar katholieken sterker stonden). De cijns voor de verkiezing van de volksvertegenwoordigers werd nu op het grondwettelijke minimum gebracht (20 florijnen). Deze cijnsverlaging verruimde het aantal kiesgerechtigden van 46.434 naar 79.360 mannen. In alle steden samen steeg dit van 15.759 (34% van alle kiesgerechtigden) naar 33.351 (42%).
- Bij wet van 26 mei 1848 werd de cumulatie van het mandaat van volksvertegenwoordiger of senator met een ambtelijke functie (magistraat, hoge officier of provinciegouverneur) uitgesloten.

De wet van 12 juni 1871 van de katholieke regering-D'Anethan maakte ook voor de andere verkiezingen de cijns eenvormig: een gelijke tien frank voor de gemeenteraadsverkiezingen, en twintig frank voor de provincies.
De wet-Malou van 9 juli 1877 (onder de regering-De Theux-Malou) voerde de geheime stemming en het stemhokje in, maar wijzigde niets aan het stemrecht. In die periode waren 117.243 van de 5,4 miljoen Belgische inwoners stemgerechtigd (zo'n 2,2%).
In 1883 werd (met de wet van 24 augustus 1883) het cijnskiesrecht op lokaal niveau aangevuld met het capacitair stemrecht. Dit hield in dat mannen het recht hadden te stemmen voor de gemeentelijke en provinciale verkiezingen indien zij in bezit waren van een diploma lager onderwijs of een examen hadden afgelegd voor de daarvoor bevoegde commissie. Het capacitair stemrecht was een eerste stap naar de verbreding van het kiesrecht, iets waar de liberale progressisten naar streefden.

### 1893-1918: algemeen meervoudig stemrecht voor mannelijke Belgische burgers
Na de bloedige staking van 1893 en druk van de liberale progressisten en de socialisten werd in 1893 het algemeen meervoudig stemrecht ingevoerd onder de regering-Beernaert. Hierdoor had elke mannelijke Belgische burger van 25 jaar of ouder minstens één stem, een of twee extra stemmen waren mogelijk ofwel naargelang zijn opleidingen, ofwel naargelang de cijns die hij betaalde, ofwel een combinatie van beide. Het aantal kiesgerechtigden vertienvoudigde van 137.772 naar 1.370.687 waarbij 853.628 kiezers beschikten over 1 stem, 293.679 kiezers over 2 stemmen en 223.381 over 3 stemmen. Een kiezer kon maximaal over 3 stemmen beschikken. In totaal konden dus 2.111.127 stemmen uitgebracht worden waarbij een minderheid van 517.060 kiezers (37,7%) over een meerderheid van 1.257.499 stemmen (59,6%) beschikten.
De opkomstplicht werd ingevoerd en de kiesleeftijd werd vastgelegd op 25 jaar. Er werden ook voor het eerst provinciale senatoren verkozen.
De eerste verkiezingen onder dit stelsel vonden plaats op 14 oktober 1894, waarbij de recent opgerichte Belgische Werkliedenpartij voor de eerste keer in het parlement kwam met 28 zetels. Ondanks deze hervormingen bleef de Werkliedenpartij voor algemeen enkelvoudig stemrecht pleiten.

#### Criteria voor extra stemmen
Een extra stem was mogelijk voor gezinshoofden van 35 jaar of ouder die minstens 5 frank belasting betaalden, eigenaars van een gebouw ter waarde van minstens 2.000 frank of eigenaars van een spaarboekje of staatsschuldbewijzen ten belope van minstens 100 frank. 
Twee extra stemmen werden toegekend aan houders van een diploma van hoger secundair onderwijs of hoger.

### 1921-1947: algemeen enkelvoudige stemplicht voor mannelijke Belgische burgers
Na de Eerste Wereldoorlog waren drastische wijzigingen in het politieke systeem niet meer tegen te houden (zie de revolutie van Loppem) en koning Albert I beloofde in zijn troonrede van 1918 om het algemeen enkelvoudig stemrecht in te voeren. Hier was eigenlijk een grondwetswijziging voor noodzakelijk, maar men wou de eerstvolgende verkiezingen toch al onder het nieuwe systeem laten plaatsvinden. Door middel van een gewone wet van 9 mei 1919 werd de kiesgerechtigde leeftijd verlaagd van 25 tot 21 jaar, had elke man maar één stem meer en werden er voor het eerst gecoöpteerde senatoren verkozen. Dit was een maatregel die vooral in het voordeel pleitte van de katholieken en de socialisten.
De verkiezingen van 16 november 1919 vonden plaats onder het nieuwe systeem, ondanks dat dit in feite ongrondwettelijk was. Het nieuw verkozen parlement voerde een grondwetswijziging door in 1920-1921 om de situatie te regulariseren.
Waar algemeen enkelvoudig stemrecht voor mannen immers nauwelijks controversieel was geworden, lag dit voor vrouwen enigszins anders. Liberalen en socialisten, ondanks dat deze laatste er in principe voorstander van waren, vreesden dat dit de dominante positie van de katholieken alleen maar zou versterken omdat ze meenden dat vrouwen te veel onder invloed stonden van de kerk. Het compromis bestond erin om vrouwen stemplicht te geven voor gemeenteraadsverkiezingen, wat gebeurde bij wet van 15 april 1920, en om de mogelijkheid te voorzien om dit later in te voeren voor parlementsverkiezingen met een wet die een tweederdemeerderheid vereiste.

### 1948 tot heden: algemeen enkelvoudige stemplicht voor alle Belgische burgers
Na de Tweede Wereldoorlog was de tijdsgeest zo gevorderd dat ook volledig vrouwenkiesrecht onvermijdelijk was geworden. Bij wet van 27 maart 1948 verkregen vrouwen stemplicht en mochten ze zich ook verkiesbaar stellen voor parlementsverkiezingen; bij wet van 26 juli 1948 volgde dit voor provincieraadsverkiezingen. Op 26 juni 1949 konden alle vrouwen voor de eerste keer deelnemen aan parlementsverkiezingen.
Feitelijk bleven vrouwen in verhouding tot hun aandeel in de bevolking ondervertegenwoordigd in Kamer en Senaat. Om deze situatie om te buigen werd in 1994 een systeem van positieve discriminatie door middel van quota ingevoerd die stelde dat elke kieslijst voor de helft uit vrouwen moet bestaan. Bij de eerste drie plaatsen op de lijst moet ook minstens één iemand van het andere geslacht staan.

#### Leeftijdsverlagingen
Geleidelijk aan werd de leeftijdsvereiste van het actief en passief kiesrecht (de kiesleeftijd) voor alle niveaus verlaagd:
- Bij wet van 1 juli 1969 werd de leeftijd om te mogen stemmen (actief kiesrecht) voor gemeenteraden verlaagd van 21 naar 18 jaar.
- In 1981 werd, onder de regering-Eyskens, ook voor parlementsverkiezingen de leeftijd van 21 naar 18 jaar verlaagd. Dit werd voor het eerst toegepast bij de verkiezingen van 8 november 1981.
- De wet van 9 juni 1982 stelde de verkiesbaarheidsleeftijd (passief kiesrecht) op 21 jaar vast voor de gemeentelijke verkiezingen.
- De wet van 7 januari 1991 verlaagde de verkiesbaarheidsleeftijd voor de gemeentelijke verkiezingen van 21 naar 18 jaar.
- De grondwetswijziging van 1 februari 1991 verlaagde de verkiesbaarheidsleeftijd voor de Kamer van 25 naar 21 jaar
- De grondwetswijziging van 5 mei 1993 verlaagde de verkiesbaarheidsleeftijd voor de Senaat van 40 naar 21 jaar.
- De bijzondere wet van 2 maart 2004 (aanpassing BWHI) verlaagde de verkiesbaarheidsleeftijd voor de deelstaatparlementen van 21 naar 18 jaar.
- De grondwetswijziging van 6 januari 2014 verlaagde de verkiesbaarheidsleeftijd voor Kamer en Senaat verder van 21 naar 18 jaar.

Enkel om verkozen te worden tot het Europees Parlement is nog de leeftijd van 21 jaar vereist. Alle andere leeftijdsvereisten, zowel actief als passief, zijn sinds bovenvermelde wijzigingen op 18 jaar vastgesteld.
Net zoals in andere landen wordt tegenwoordig echter voorgesteld om de leeftijd voor stemrecht te verlagen van 18 naar 16 jaar. Een amendement om dit in te voeren voor gemeenteraadsverkiezingen in Vlaanderen werd in mei 2017 overwogen in het Vlaams Parlement. CD&V, Open Vld, Vooruit, Groen en PVDA zijn voorstander, maar regeringspartij N-VA hield het tegen. Ook in het Waals Parlement werd in januari 2018 een wetsvoorstel (van Ecolo) voor stemrecht vanaf 16 jaar bij gemeenteraadsverkiezingen verworpen door MR, cdH en PS.
De regering-De Croo plande anno 2021 het invoeren van stemrecht voor 16- en 17-jarigen bij de Europese Parlementsverkiezingen. Dit is vervolgens uitgevoerd en is voor het eerst van toepassing op de Europese verkiezingen in 2024. Deze jongeren zouden zich moeten inschrijven, wat het Grondwettelijk Hof discriminerend achtte in juli 2023. Dit werd aangepast naar automatische registratie maar wel nog zonder opkomstplicht. Dit vond het Grondwettelijk Hof in maart 2024 ook discriminerend, waardoor 16- en 17-jarigen uiteindelijk ook allemaal onder het opkomstplicht vallen.

#### Stemrecht voor buitenlanders in België
Door de invoering van het Europese burgerschap door het Verdrag van Maastricht in 1992 werd het een Europese verplichting om EU-burgers voor de gemeenteraadsverkiezingen te laten stemmen. Bij wet van 27 januari 1999 kregen EU-burgers in België dit stemrecht.
Bij wet van 19 maart 2004 werd ook het actieve en passieve migrantenstemrecht voor niet-Europese vreemdelingen die hier minstens vijf jaar legaal verblijven, ingevoerd voor de gemeenteraadsverkiezingen. Zij zijn echter uitgesloten van het mandaat van burgemeester en schepen.
Niet-Belgen mogen dus niet deelnemen aan federale, regionale en provincieraadsverkiezingen. Het vreemdelingenstemrecht geldt overigens wel voor de districtsraadsverkiezingen (in Antwerpen) maar niet voor de rechtstreekse verkiezing van OCMW-raden in de acht bijzondere faciliteitengemeenten.

#### Stemrecht voor Belgen in het buitenland
De wet van 18 december 1998 tot wijziging van het Kieswetboek gaf voor de eerste keer stemrecht aan Belgen die in het buitenland gevestigd zijn, voor de verkiezing van het federale parlement (Kamer en Senaat). Deze wet was echter omslachtig en duur voor de Belgen in het buitenland en werd het dus nauwelijks toegepast.
De wet van 7 maart 2002 tot wijziging van het Kieswetboek vereenvoudigde de procedure; nog steeds echter enkel voor federale verkiezingen. Een Belg in het buitenland kon zich inschrijven als kiezer in een Belgische gemeente naar keuze. In de praktijk kozen de meesten voor de communautair gevoelige kieskring Brussel-Halle-Vilvoorde. Eens ingeschreven is de kiezer in principe onderworpen aan de opkomstplicht.
Het Vlinderakkoord verving de vrije keuze door een objectief vast te stellen gemeente, namelijk de gemeente waar de persoon het laatst was ingeschreven in het bevolkingsregister. Bij gebreke daaraan zijn er nog verdere criteria.
De regering-Michel I wilde dit stemrecht uitbreiden naar de Europese en regionale verkiezingen. Bij wet van 17 november 2016 werd dit voor de Europese verkiezingen geregeld (en werden nog andere bepalingen aangepast op basis van ervaring uit voorgaande verkiezingen). Op 26 augustus 2016 keurde de regering ook stemrecht bij gewestverkiezingen goed. Daarvoor is wel een bijzondere meerderheid in het parlement vereist, waardoor het er niet kwam.

#### Afschaffing opkomstplicht
De Vlaamse regering-Jambon plande anno 2019-2020 de afschaffing van de opkomstplicht voor de gemeenteraads- en provincieraadsverkiezingen. Dit werd uitgevoerd met het decreet van 16 juli 2021 en was voor het eerst van toepassing bij de lokale verkiezingen van 2024.

## Gevolgen voor de Belgische politiek
Door de opeenvolgende uitbreidingen van het stemrecht werd een einde gemaakt aan de hegemonie van de begoede mannelijke burger. Het heeft ook gezorgd voor de opgang van de socialistische Belgische Werklieden Partij en haar opvolgers, waardoor er, hoewel theoretisch nog steeds mogelijk, in de praktijk een einde kwam aan de homogene regeringen (1830-1870 liberalen en 1884-1916 katholieken) met als uitzondering de legislatuur 1950-1954 toen er drie opeenvolgende homogene CVP regeringen gevormd werden nadat die partij bij de verkiezingen van 4 juni 1950 een absolute meerderheid in Kamer en Senaat had verworven. 
Er ging sinds 1917 ook meer aandacht uit naar de taalproblematiek en sociale aangelegenheden omdat dit uiteindelijk problemen waren van de gewone burger.
Ten slotte verkreeg het parlement een veel grotere legitieme basis waardoor zijn macht aanzienlijk toenam.